# M108-houwitser

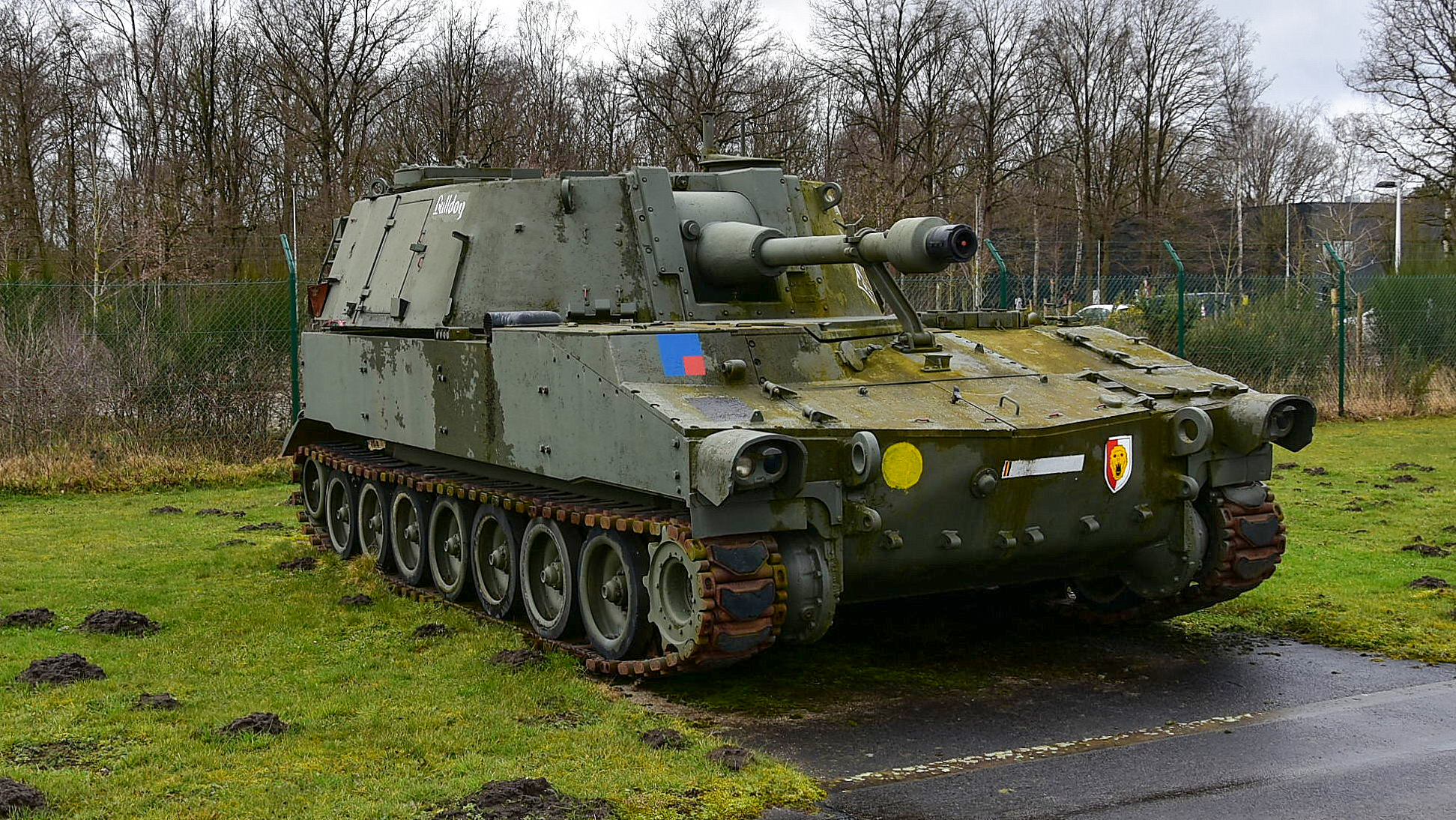
M108-houwitser in het Site Gunfire Brasschaat-museum

De M108-houwitser is een Amerikaanse zelfrijdende 105 mm houwitser, voor het eerst geïntroduceerd in het begin van de jaren 1960 (met een bemanning van 5 personen), als vervanging van de zelfrijdende M52-houwitser.
De M108 werd aangedreven door een Detroit Diesel turbo 8V-71T-motor met 8 cilinders en 405 pk. Het gebruikte dezelfde romp en geschutskoepel als de zelfrijdende M109-155mm-houwitser, en onderdelen van het M113-pantservoertuig. De gronddruk van het voertuig is 0,068 MPa. De M108 werd kort na de Amerikaanse interventie in de Vietnamoorlog uitgefaseerd, omdat het 155mm-kaliber van de M109 beter geschikt werd geacht voor de moderne oorlog.
De M108 werd door verschillende NAVO-strijdmachten gebruikt, waaronder de Defensie van België.